# Shamshi-ilu
Shamshi-ilu var en inflytelserik assyrisk hovman och fram till cirka 750 f.Kr. turtanun (fältmarskalk) i den assyriska armén. Han hade, liksom sin företrädare Dajjan-Assur, sitt palats i Til-Barsip, varifrån han styrde aktiviteter i det syriska området. Han tycks kunnat ingå avtal med främmande härskare.